# 清水町 (静岡県安倍郡)
清水町（しみずまち）は静岡県の中部、有渡郡・安倍郡に属していた町である。
後身の清水市（現静岡市）は1924年に新設合併により発足したもので、本町とは別の自治体である。

## 地理
- 河川：巴川

## 歴史

### 沿革
- 1889年（明治22年）4月1日 - 町村制の施行により、有渡郡清水町、庵原郡清水町受新田、庵原郡入江町請新田が合併して有渡郡清水町が発足。
- 1896年（明治29年）4月1日 - 郡制の施行により所属郡が安倍郡に変更。
- 1924年（大正13年）2月11日 - 入江町、不二見村、三保村と合併して清水市が発足。同日清水町廃止。
- 2003年（平成15年）4月1日 - 清水市が静岡市と合併し、改めて静岡市が発足。
- 2005年（平成17年）4月1日 - 静岡市が政令指定都市に移行し、旧町域は清水区となる。

## 交通

### 鉄道路線
- 鉄道省
  - 東海道本線（貨物支線。後の清水港線。1984年廃止）
    - 清水港駅（貨物駅）
- 静岡電気鉄道（現静岡鉄道）
  - 清水市内線（1975年廃止）
    - 港橋 - 万世町

東海道本線清水駅（当時は江尻駅）、静岡鉄道静岡清水線（当時は静岡電気鉄道）新清水駅（当時は江尻新道駅）は入江町に所在。1984年まで旧町域内に清水港線の清水埠頭駅が存在したが、当時は未開業。

### 道路
- 東海道

### 港湾
- 清水港